# Роберт Лэнгдон
Профессор Роберт Лэнгдон (англ. Robert Langdon) — персонаж, созданный Дэном Брауном, являющийся главным героем его конспирологических романов: «Ангелы и демоны» (2001), «Код да Винчи» (2003), «Утраченный символ» (2009), «Инферно» (2013), «Происхождение» (2017) и «Тайна из тайн» (2025).
Лэнгдон — профессор истории искусств и религиозной «символогии» (вымышленная область, связанная с изучением исторических символов, методологически не связанной с существующей в реальности семиотики) в Гарвардском университете.
В экранизациях Рона Ховарда от студии Columbia Pictures роль профессора исполнил американский актёр Том Хэнкс. В телесериале «Утраченный символ» молодого Лэнгдона сыграл Эшли Цукерман.

## Создание персонажа
Дэн Браун создал персонажа в качестве вымышленного альтер эго самого себя, рассматривая Лэнгдона как «человека, которым он хотел бы быть». Автор родился 22 июня 1964 года в Эксетере, штат Нью-Гэмпшир, в то время как Лэнгдон аналогичным образом появился на свет 22 июня и являлся уроженцем того же города, а также посещал ту же школу, что и Браун, — Академию Филлипса в Эксетере. Персонаж представлен как выдающийся исследователь, которого Браун назвал в честь Джона Лэнгдона, профессора книгопечатания из Дрексельского университета, известного благодаря созданию амбиграмм. Пример амбиграмм Лэнгдона фигурировал на обложке первого издания романа Брауна «Ангелы и демоны». Другие амбиграммы, представленные в романе, также были разработаны Лэнгдоном. На странице благодарностей Браун называет Лэнгдона «одним из самых гениальных и одарённых художников из ныне живущих... который блестяще справился с моей невыполнимой задачей и создал амбиграммы для этого романа». Кроме того, Джон Лэнгдон создал логотип для вымышленного Депозитарного банка Цюриха, который появляется в фильме «Код да Винчи».
В интервью для The New York Times Браун признался, что Джозеф Кэмпбелл послужил прототипом персонажа Лэнгдона:
Его труды по семиотике, сравнительному религиоведению и мифологии, в частности «Сила мифа» и «Тысячеликий герой», помогли мне создать основу для моего персонажа, Роберта Лэнгдона... Я помню, как восхищался обоснованными ответами Кэмпбелла и хотел, чтобы мой собственный персонаж Лэнгдон с уважением и пониманием относился к непростым духовным проблемам.

### Кастинг и исполнение
В фильмах «Код да Винчи» 2006 года, «Ангелы и демоны» 2009 года и «Инферно» 2016 года роль Роберта Лэнгдона исполнил Том Хэнкс. Первоначальным выбором режиссёра Рона Ховарда на роль Лэнгдона был Билл Пэкстон, однако актёр отказался от участия в проекте сославшись на съёмки в сериале «Большая любовь». Лэнгдон — один из двух персонажей Хэнкса, наряду с шерифом Вуди, которых он сыграл несколько раз. Сам Хэнкс отметил, что возвращается к франшизе лишь в том случае, если ему и Ховарду кажется реальным адаптировать роман Брауна на большом экране.
В сериале «Утраченный символ» 2021 года профессора сыграл Эшли Цукерман, ранее не знакомым с творчеством Брауна, который вдохновлялся игрой Хэнкса и хотел изобразить персонажа в начале своего пути: «он не контролирует свои способности и не понимает точки зрения других людей, что делает его агрессивным, невнимательным, а его высокомерие и заносчивость не делают его благородным».

## Биография вымышленного персонажа
Лэнгдон родился в городе Эксетер, штат Нью-Гэмпшир. Он описывается как «Харрисон Форд в твидовом костюме». От случая к случаю, будь то лекция или светское мероприятие, профессор носит водолазку, пиджак цвета хаки и лоферы из кордованской кожи. Постоянным элементом его имиджа являются часы с Микки Маусом, которые были подарены ему родителями на 10-й день рождения. Машина Лэнгдона — Saab 900 с автоматической КПП.
В старших классах учился в престижной школе — Академии Филлипса в Эксетере, где увлекался прыжками в воду. В студенческие годы, которые он провёл в Принстонском университете, Лэнгдон играл в водное поло. С 12 лет Лэнгдон страдает от клаустрофобии после падения в колодец в возрасте 7 лет. После смерти отца наставником Роберта стал Питер Соломон, председатель Смитсоновского института.
Будучи известным своими блестящим умением решать проблемы и гениальностью, Роберт обладает эйдетизмической памятью. В качестве профессора Гарвардского университета, Лэнгдон преподаёт иконологию и вымышленную науку под названием «симвология». Профессор — отличный пловец, который ежедневно плавает около 50 кругов и может длительное время не дышать под водой. По словам самого Роберта, он был воспитан католиком, но так и не смог понять Бога. В романе «Ангелы и демоны», в разговоре с камерарием он называет веру даром, который ему ещё предстоит получить.

### Ангелы и демоны
Роберт Лэнгдон отправляется в штаб-квартиру ЦЕРН в Швейцарии в качестве специалиста по символогии, чтобы проконсультировать руководство организации на тему религиозно-символических последствий смерти их лучшего сотрудника Леонардо Ветры, католического священника, на теле которого было обнаружено клеймо иллюминатов. Позже к расследованию Лэнгдона присоединяется Виттория Ветра (приёмная дочь Леонардо), вместе с которой он прибывает в Ватикан, чтобы раскрыть тайну иллюминатов, антикатолического тайного общества, глубоко проникшего во многие мировые институты, — политические, экономические и религиозные. Лэнгдон и Ветра разгадывают тайну Иллюминатов, следуя Пути Просветления и, тем самым, раскрывают обстоятельства исчезновения четырёх кардиналов во время папского конклава, убийства Леонардо Ветры и кражу антиматерии (используемого для массового уничтожения вещества). В конце романа у Лэнгдона завязываются отношения с Витторией, однако, согласно «Коду да Винчи», какое-то время спустя они расстаются.

### Код да Винчи
Роберт Лэнгдон приезжает в Париж, чтобы прочесть лекцию. Назначив встречу с Жаком Соньером, куратором Лувра, он с удивлением обнаруживает французскую полицию у дверей своего гостиничного номера. Они сообщают ему, что Соньер был убит, и просят его немедленно поехать с ними в Лувр и оказать помощь в расследовании. Лэнгдон не осознаёт, что на самом деле является главным подозреваемым в убийстве. Находясь в Лувре, он знакомится с молодым криптографом Софи Невё. Когда Лэнгдон и Софи получают возможность поговорить наедине, он узнаёт, что Жак Соньер был её дедушкой. Соньер поручил Софи «найти Роберта Лэнгдона», обозначив свою волю в оставленном на полу сообщении. Таким образом, Софи понимает, что Лэнгдон не был виновен в убийстве её деда. В дальнейшем Роберт и Софи сбегают от полиции и пытаются разгадать тайну древнего тайного общества, Приората Сиона, которое когда-то возглавлял Леонардо да Винчи. В конце романа Лэнгдон раскрывает тайну Марии Магдалины и Святого Грааля.

### Утраченный символ
Роберт Лэнгдон прибывает в Вашингтон по просьбе своего друга и наставника Питера Соломона, с целью прочтения лекции. В Капитолии он обнаруживает отрубленную руку Соломона, который, как оказалось, был похищен таинственным Малахом, как и Питер являющимся масоном. Для того, чтобы стать совершенным, Малаху необходимо некое Утраченное слово, поэтому он поручает Лэнгдону раскрыть местоположение этого недостающего элемента. Ко всему прочему, Роберт становится мишенью ЦРУ во главе с Иноуэ Сато, но благодаря помощи Кэтрин Соломон, сестре Питера, в конечном итоге разгадывает тайну, содержащуюся в масонском храме Вашингтона.

### Инферно
Лэнгдон просыпается в итальянской больнице, будучи лишённым воспоминаний о последних днях, которые привели его в Италию. Вскоре он понимает, что кто-то пытается его убить. Лэнгдон путешествует из Флоренции в Венецию и Стамбул с доктором Сиенной Брукс, чтобы предотвратить биологическую катастрофу, заключающуюся в распылении смертельного вируса, который был заложен клиентом теневой консалтинговой группы под названием Консорциум. В процессе своего путешествия Лэнгдон раскрывает загадки, используя аллюзии на работы Сандро Боттичелли, Джорджио Вазари и Данте Алигьери, автора эпической поэмы «Божественная комедия», вокруг которой вращается большая часть сюжета.

### Происхождение
Роберт Лэнгдон посещает ультрасовременный Музей Гуггенхейма в Бильбао, будучи гостем на важном мероприятии — обнародовании открытия, которое «навсегда изменит представление о науке». Ведущий вечера — Эдмонд Кирш, сорокалетний миллиардер и футурист, чьи невероятные изобретения в области высоких технологий и смелые прогнозы сделали его всемирно известной фигурой. Кирш, который два десятилетия назад был одним из первых студентов Лэнгдона в Гарварде, вот-вот совершит поразительный прорыв, который ответит на два фундаментальных вопроса человеческого существования. Тем не менее, тщательно организованный вечер внезапно погружается в хаос, и драгоценное открытие Кирша балансирует на грани того, чтобы быть потерянным навсегда. Столкнувшись с неминуемой угрозой, Лэнгдон объединяет усилия с Амброй Видаль, директором музея, чтобы защитить наследие Кирша.

## Другие появления
Роберт Лэнгдон, озвученный Робертом Клотуорти, является главным героем игры The Da Vinci Code, основанной на одноимённом романе.
В 2022 году состоялась премьера пьесы «Код да Винчи», где роль Роберта Лэнгдона исполнил Найджел Харман.